# Ascarophis mexicana
Ascarophis mexicana is een rondwormensoort uit de familie van de Cystidicolidae. De wetenschappelijke naam van de soort is voor het eerst geldig gepubliceerd in 1995 door Moravec, Salgado-Maldonado & Vivas-Rodriguez.